# Шарби, Макс
Макс Нессе́м Шарби́ (фр. Max Nessim Charbit; 17 июня 1908, Сен-Дени-дю-Сиг, Алжир — 14 февраля 2001, Маноск, Франция) — французский футболист, полузащитник, выступавший и на позиции защитника. В 1934—1935 годах сыграл 4 матча за сборную Франции.

## Карьера

### Клубная
Макс Шарби начинал карьеру футболиста в марокканских клубах. С 1930 по 1935 годы выступал за «Олимпик Марсель», в составе которого участвовал в первом чемпионате Франции. Впоследствии играл в «Сент-Этьене», вместе с которым по итогам сезона 1937/38 вернулся в Дивизион 1.

### В сборной
Дебютировал за сборную Франции 11 марта 1934 года в товарищеском матче против сборной Швейцарии, проигранном французами со счётом 0:1. Впоследствии провёл за «трёхцветных» ещё 3 товарищеских матча, последний из которых 19 мая 1935 года.

## Статистика

### В чемпионатах Франции
| Клуб                       | Сезон   | Лига   | Игры | Голы |
| -------------------------- | ------- | ------ | ---- | ---- |
| Олимпик Марсель            | 1932/33 | Лига 1 | 14   | 0    |
| Олимпик Марсель            | 1933/34 | Лига 1 | 25   | 1    |
| Олимпик Марсель            | 1934/35 | Лига 1 | 28   | 0    |
| Всего за «Олимпик Марсель» |         |        | 67   | 1    |
| Сент-Этьен                 | 1935/36 | Лига 2 | 32   | 1    |
| Сент-Этьен                 | 1936/37 | Лига 2 | 30   | 0    |
| Сент-Этьен                 | 1937/38 | Лига 2 | 22   | 1    |
| Сент-Этьен                 | 1938/39 | Лига 1 | 1    | 0    |
| Всего за «Сент-Этьен»      |         |        | 85   | 2    |
| Всего в Лиге 1             |         |        | 68   | 1    |
| Всего                      |         |        | 152  | 3    |

### В сборной
| Матчи Шарби за сборную Франции | Матчи Шарби за сборную Франции | Матчи Шарби за сборную Франции | Матчи Шарби за сборную Франции | Матчи Шарби за сборную Франции | Матчи Шарби за сборную Франции | Матчи Шарби за сборную Франции |
| ------------------------------ | ------------------------------ | ------------------------------ | ------------------------------ | ------------------------------ | ------------------------------ | ------------------------------ |
| №                              | Дата                           | Соперник                       | Счёт                           | Голы Шарби                     | Турнир                         |                                |
| 1                              | 11 марта 1934                  | Швейцария                      | 0:1                            | -                              | Товарищеский матч              |                                |
| 2                              | 25 марта 1934                  | Чехословакия                   | 1:2                            | -                              | Товарищеский матч              |                                |
| 3                              | 14 апреля 1935                 | Бельгия                        | 1:1                            | -                              | Товарищеский матч              |                                |
| 4                              | 19 мая 1935                    | Венгрия                        | 2:0                            | -                              | Товарищеский матч              |                                |

Итого: 4 матча / 0 голов; 1 победа, 1 ничья, 2 поражения.

## Достижения
- Обладатель Кубка Франции (1): 1934/35
- Финалист Кубка Франции (1): 1933/34